# CAMRA
CAMRA (eng. Campaign for Real Ale, 'kampanj för riktig öl') är en av världens största konsumentorganisationer med över 185 000 medlemmar (januari 2017). CAMRA grundades 1971, och har sitt huvudkontor i St Albans, Storbritannien.
Organisationen har som sin uppgift att verka för informationsspridning kring traditionell brittisk öl, real ale, samt äpple- och päroncider. Detta sker bland annat genom lobbyverksamhet. Man vill också verka för bevarandet av den brittiska puben (public house) som ett nav för samhällsliv, samt utgöra öl- och ciderkonsumenternas röst i Storbritannien och i övriga Europa. CAMRA är indelat i ett stort antal lokala samt 16 regionala underavdelningar. Liksom Svenska Ölfrämjandet ingår CAMRA i European Beer Consumers' Union (EBCU).
CAMRA organiserar årligen GBBF, Great British Beer Festival. CAMRA utger årligen ett antal publikationer om öl och cider. Den mest spridda är The Good Beer Guide, GBG, som förtecknar pubar och bryggerier i Storbritannien och Nordirland.